# 莫氏準鯨鯰
莫氏準鯨鯰，為輻鰭魚綱鯰形目鯨形鯰科的其中一種，分布於南美洲奧里諾科河西部支流流域，體長可達4.3公分，棲息在底層水域，屬肉食性，生活習性不明。

## 擴展閱讀
維基物種上的相關：莫氏準鯨鯰